# Diocesi di Bunda
La diocesi di Bunda (in latino: Dioecesis Bundana) è una sede della Chiesa cattolica in Tanzania suffraganea dell'arcidiocesi di Mwanza. Nel 2022 contava 369.000 battezzati su 1.442.000 abitanti. È retta dal vescovo Simon Chibuga Masondole.

## Territorio
La diocesi comprende il distretto di Bunda nella regione del Mara e il distretto di Ukerewe nella regione di Mwanza, in Tanzania.
Sede vescovile è la città di Bunda, dove si trova la cattedrale di San Paolo.
Il territorio si estende su 5.530 km² ed è suddiviso in 22 parrocchie.

## Storia
La diocesi è stata eretta il 27 novembre 2010 con la bolla Cum esset petitum di papa Benedetto XVI, ricavandone il territorio dall'arcidiocesi di Mwanza e dalla diocesi di Musoma.

## Cronotassi dei vescovi
Si omettono i periodi di sede vacante non superiori ai 2 anni o non storicamente accertati.
- Renatus Leonard Nkwande (27 novembre 2010 - 11 febbraio 2019 nominato arcivescovo di Mwanza)
  - Sede vacante (2019-2021)
- Simon Chibuga Masondole, dal 6 aprile 2021

## Statistiche
La diocesi nel 2022 su una popolazione di 1.442.000 persone contava 369.000 battezzati, corrispondenti al 25,6% del totale.
| anno | popolazione | popolazione | popolazione | presbiteri | presbiteri | presbiteri | presbiteri                | diaconi | religiosi | religiosi | parrocchie |
| anno | battezzati  | totale      | %           | numero     | secolari   | regolari   | battezzati per presbitero | diaconi | uomini    | donne     | parrocchie |
| ---- | ----------- | ----------- | ----------- | ---------- | ---------- | ---------- | ------------------------- | ------- | --------- | --------- | ---------- |
| 2010 | 335.000     | 1.023.397   | 32,7        | 22         | 20         | 2          | 15.227                    |         |           | 20        | 13         |
| 2012 | 252.940     | 1.090.000   | 23,2        | 19         | 16         | 3          | 13.312                    |         | 3         | 33        | 14         |
| 2015 | 285.000     | 1.170.000   | 24,4        | 20         | 13         | 7          | 14.250                    |         | 7         | 26        | 19         |
| 2018 | 310.415     | 1.276.730   | 24,3        | 26         | 18         | 8          | 11.939                    |         | 8         | 29        | 22         |
| 2020 | 347.020     | 1.356.800   | 25,6        | 41         | 30         | 11         | 8.463                     |         | 11        | 32        | 23         |
| 2022 | 369.000     | 1.442.000   | 25,6        | 34         | 25         | 9          | 10.852                    |         | 9         | 36        | 22         |